# Maria Goeppert-Mayer
Maria Göppert-Mayer (Katowice, 28 de junho de 1906 — San Diego, 20 de fevereiro de 1972)  foi uma física teórica estadunidense nascida na Alemanha e laureada com o Prêmio Nobel de Física por propor o modelo nuclear de camadas. Ela foi a segunda mulher a ganhar um Prêmio Nobel em física, sendo a primeira Marie Curie. Em 1986, o Prêmio Maria Goeppert-Mayer para mulheres físicas no início da carreira foi estabelecido em sua homenagem.
Formada pela Universidade de Göttingen, Goeppert Mayer escreveu sua tese de doutorado sobre a teoria da possível absorção de dois fótons por átomos. Na época, as chances de verificar experimentalmente sua tese pareciam remotas, mas o desenvolvimento do laser na década de 1960 permitiu isso. Hoje, a unidade para a seção transversal de absorção de dois fótons é chamada de unidade Goeppert Mayer (GM).
Maria Goeppert casou-se com o químico Joseph Edward Mayer, com quem teve dois filhos, Maria Ann e Peter Conrad, e mudou-se para os Estados Unidos, onde seu marido era professor associado na Universidade Johns Hopkins. Regras estritas contra o nepotismo impediram-na de ser contratada como membro do corpo docente, mas ela conseguiu um emprego como assistente e publicou um artigo fundamental sobre o duplo decaimento beta em 1935. Em 1939, mudou-se para a Universidade Columbia, onde assumiu uma posição não remunerada. Durante a Segunda Guerra Mundial, ela trabalhou para o Projeto Manhattan em Columbia na separação de isótopos e com Edward Teller no Laboratório Nacional de Los Alamos no desenvolvimento de armas termonucleares. 
Após a guerra, Goeppert Mayer tornou-se professora associada voluntária de física na Universidade de Chicago (onde seu marido e Teller trabalhavam) e física sênior no Laboratório Nacional Argonne, administrado pela universidade. Ela desenvolveu um modelo matemático para a estrutura das cascas nucleares, pelo qual recebeu o Prêmio Nobel de Física em 1963, que compartilhou com J. Hans D. Jensen e Eugene Wigner.
Em 1960, ela foi nomeada professora titular de física na Universidade da Califórnia, San Diego.  Embora tenha sofrido um derrame logo após chegar lá, ela continuou a ensinar e conduzir pesquisas por vários anos. Foi eleita fellow da Academia de Artes e Ciências dos Estados Unidos em 1965. Goeppert-Mayer morreu em San Diego em 20 de fevereiro de 1972. Foi sepultada no El Camino Memorial Park em San Diego.

## Início de vida
Maria Göppert nasceu em 28 de junho de 1906, em Kattowitz (agora Katowice, Polônia), uma cidade de Silésia no antigo Reino da Prússia, única filha do pediatra Friedrich Göppert e sua esposa Maria née Wolff. Em 1910, ela se mudou com sua família para Göttingen quando seu pai, um professor universitário de sexta geração, foi nomeado como professor de pediatria na Universidade de Göttingen. Göppert foi mais próxima de seu pai que de sua mãe. "Bom, meu pai era mais interessante", ela explicou posteriormente, "Ele era, afinal, um cientista".
Era esperado que Maria Goeppert Mayer, como a única filha de uma família em sua sexta geração de acadêmicos, completasse seus estudos na universidade. “Meu pai dizia ‘Não cresça para ser uma mulher’, e, com isso, ele queria dizer dona de casa”. Göppert foi educada na Höhere Technische em Göttingen, uma escola para meninas de classe média que aspiravam ao ensino superior. Em 1921, ela ingressou no Frauenstudium, uma escola particular dirigida por sufragistas que visava preparar meninas para a universidade. Ela fez o Abitur, o exame alemão de entrada para a universidade, aos 17 anos, um ano mais cedo, com três ou quatro meninas de sua escola e trinta meninos. Todas as meninas passaram, mas apenas um dos meninos conseguiu.
Na primavera de 1924, Göppert ingressou na Universidade de Göttingen, onde estudou matemática. Ela passou um ano na Universidade de Cambridge, na Inglaterra, antes de retornar a Göttingen. Uma suposta falta de professoras de matemática para escolas para garotas levou a um aumento de mulheres estudando matemática em um período de altas taxa de desemprego. Houve até uma professora de matemática mulher em Göttingen, Emmy Noether, contudo, a maioria estava apenas interessada na qualificação para obtenção de seus certificados em ensino. Deve-se notar que nessa época a universidade de Göttingen estava repleta de grandes nomes da Matemática e da Física, como, Arthur Compton, Paul Dirac, Enrico Fermi, Werner Heinsenberg, Linus Pauling e Wolfgang Pauli. Apesar de ter iniciado seus estudos em matemática, Göeppert se interessou pela física e decidiu seguir um doutorado. Em suas palavras “Matemática parecia demasiadamente como resolução de problemas. Física é também resolução de problemas, mas de problemas criados pela natureza, não pela mente humana”. Parte desse processo de virada na carreira de Goeppert relaciona-se com Max Born, cujos seminários de Mecânica Quântica a impactaram profundamente. Born futuramente se tornou amigo da família de Maria Goeppert-Mayer e a orientou em seus primeiros trabalhos acadêmicos.  Em sua tese de doutorado de 1930 ela elaborou a teoria da possível absorção de dois fótons por átomo, investigando teoricamente o impacto de altas concentrações de fótons no espaço e no tempo sobre a absorção desses. Eugene Wigner futuramente descreveu a tese como uma obra-prima de clareza e concretude. Seus examinadores foram três ganhadores do Prêmio Nobel: Max Born, James Franck e Adolf Otto Reinhold Windaus (em 1954, 1925 e 1928, respectivamente). Na época, as chances de verificar experimentalmente sua tese de física teórica pareciam remotas, mas o desenvolvimento do laser permitiu a primeira verificação experimental em 1961, quando a fluorescência excitada por dois fótons foi detectada em um cristal dopado com európio. Para homenagear sua contribuição fundamental nesta área, a unidade para a seção transversal de absorção de dois fótons é chamada de “GM”. Um GM é 10^(−50) [cm^(4) * s * photon^(−1)].
Em 19 de janeiro de 1930, Goeppert casou-se com Joseph Edward Mayer, bolsista Rockefeller assistente de James Franck. Os dois se conheceram quando Mayer se hospedou com a família Goeppert. O casal se mudou para os Estados Unidos quando ofereceram-no uma posição como professor associado de química na Universidade Johns Hopkins. Eles tiveram dois filhos, Maria Ann (que futuramente casou-se com Donat Wentzel) e Peter Conrad.

## Estados Unidos
Regras estritas contra o nepotismo impediam que Goeppert Mayer fosse contratada como membro do corpo docente. Essas regras, criadas em muitas universidades para prevenir o patronato, haviam perdido seu propósito original e eram usadas principalmente para impedir o emprego de mulheres casadas com membros do corpo docente. Mesmo assim, Maria conseguiu uma posição como assistente no Departamento de Física, trabalhando com correspondências alemãs. Ela lecionou alguns cursos e publicou artigos com Karl F. Herzfeld e com seu marido, um deles bastante notório sobre o decaimento beta duplo, em 1935.
Havia pouco interesse em mecânica quântica em Johns Hopkins, mas Goeppert Mayer trabalhou com Karl Herzfel nessa área. Eles colaboraram em outros artigos, incluindo um com A.L. Sklar sobre o espectro do benzeno. Maria retornou a Göttingen nos verões de 1931, 1932 e 1933 para trabalhar com seu ex-examinador Born, escrevendo um artigo com ele para o Handbuch der Physik. Isso terminou quando o Partido Nazista chegou ao poder em 1933, e muitos acadêmicos, incluindo Born e Franck, perderam seus empregos. Preocupada com as leis anti-judaicas de 1933 que expulsaram professores de ascendência judaica, Goeppert Mayer, bem como Herzfeld, se envolveram em esforços de socorro a refugiado. 
Joe Mayer foi demitido em 1937. Ele atribuiu isso ao ódio a mulheres por parte do diretor de ciências físicas, que ele pensava ter sido provocado pela presença de Goeppert Mayer no laboratório. Herzfeld concordou e acrescentou que, com Goeppert Mayer e Franck, outros membros da comunidade se incomodavam com a  presença de muitos cientistas alemães em Johns Hopkins. Também houve reclamações de alguns estudantes que as aulas de química de Mayer continham excessivamente física moderna.[carece de fontes?]
Joe Mayer assumiu uma posição na Universidade Columbia, onde o diretor do departamento de física, George B. Pegram, arranjou para que Goeppert Mayer tivesse um escritório, mas não recebeu nenhum salário. Ela logo fez bons amigos com Harold C. Urey e Enrico Fermi, que chegaram em Columbia em 1939, com os três e suas família vivendo em Leonia, New Jersey.  Fermi sugeriu a ela que investigasse a estrutura eletrônica de elementos transurânicos não descobertos. Utilizando o modelo de Thomas-Fermi, ela previu que eles formariam uma nova série, similar a dos elementos de Terras Raras. Isso provou-se estar correto.
Joseph  Mayer  e  Maria  Goeppert gozavam de boa popularidade entre os alunos e em 1940 publicaram um livro que futuramente se tornaria um clássico, chamado Statistical   Mechanics. Alguns   cientistas   da universidade  chegaram a desconsiderar  Maria  Goeppert-Mayer  na  autoria  dessa  publicação, sendo  reconhecida  como  somente  assistente  de  seu  marido. No  ano seguinte, a cientista conseguiu,  pela  primeira  vez,  uma  posição  remunerada  de  meio  período  na Faculdade Sarah Lawrence, onde pôde desenvolver e apresentar um curso de ciência unificada.

## Segunda Guerra Mundial
Na primavera de 1942, com a entrada dos Estados Unidos na Segunda Guerra Mundial, Goeppert foi convidada por Harold Urey para integrar o Projeto Manhattan. Ela aceitou de Urey uma posição de pesquisadora meio-período no laboratório S.A.M. Liderou então um grupo que investigava a possibilidade de para separação do Urânio-235, a partir do muito mais abundante urânio-238,  sendo  parte  do  trabalho  para  o  desenvolvimento  de  uma  bomba  atômica. Assim, ela pesquisou as propriedades químicas e termodinâmicas do hexafluoreto de urânio e investigou as possibilidades de se separar isótopos por meio de reações fotoquímicas. Este método provou-se impraticável naquele tempo, mas o o desenvolvimento de lasers iria futuramente possibilitar a separação de isótopos via excitações por laser.
Por meio de seu amigo Edward Teller, com quem a cientista publicou um importante artigo sobre a origem dos elementos, Goeppert Mayer recebeu uma posição em Columbia no Opacity Project, que pesquisava as propriedades da matéria e da radiação em temperaturas extremamente altas, tendo em vista o desenvolvimento da "super" bomba de Teller - um programa do período de guerra para o desenvolvimento de armas termonucleares. Assim, no ano de 1945, mesmo ano em que Joe Mayer foi enviado para a guerra no pacífico, Goeppert Mayer decide deixar suas crianças em Nova Iorque e se juntar ao grupo de Teller no Laboratório de Los Alamos. Joe voltou do Pacífico mais cedo do que o esperado e ambos retornaram para Nova Iorque em Julho de 1945.
Em fevereiro de 1945, Joe se tornou professor no departamento de química e no recém-criado Instituto de Estudos Nucleares da Universidade de Chicago. Goeppert Mayer foi junto de seu marido, também assumindo uma posição Universidade de Chicago, entretanto, por conta das mesmas regras contra nepotismo que a embargaram previamente, novamente Goeppert se tornou professora voluntária. Quando Teller também aceitou uma posição lá, ela pôde continuar o trabalho do projeto Opacity com ele. Quando o Argonne National Laboratory foi fundado em 1 de julho de 1946, a cientista também foi oferecida um emprego de meio-período lá, como física sênior na divisão de física teórica. Ela aceitou, porém ressaltou que não sabia nada sobre física nuclear. Ironicamente, foi nessas duas instituições que Maria Goeppert Mayer desenvolveu suas maiores contribuições para o campo da física nuclear e que posteriormente consignaram no prêmio Nobel da autora. Neste período ela também programou o Aberdeen Proving Ground's ENIAC para resolver problemas de criticidade para um reator nuclear resfriado por metal líquido. Enquanto em Chicago, Mayer derivou a equação de Bigeleisen-Mayer com Jacob Bigeleisen.

## Pós-guerra e o modelo nuclear das cascas nucleares

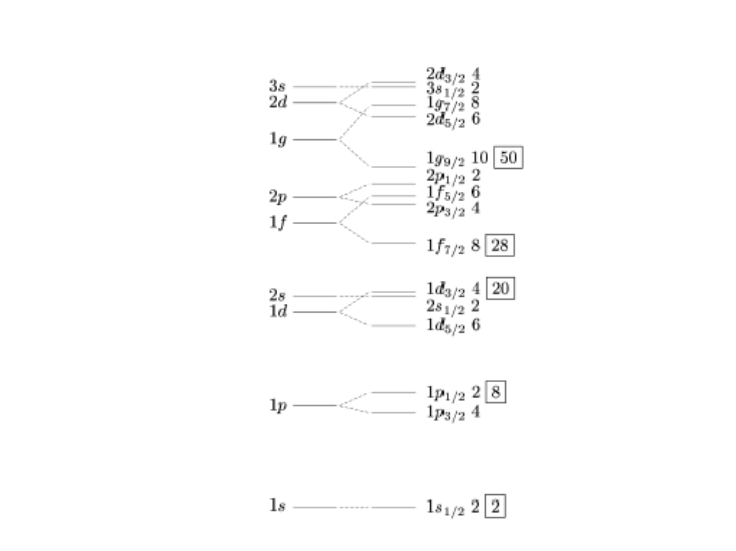
Retirado de Barrozo, a imagem apresenta, à semelhança dos estados de elétrons em um átomo, os níveis de energia que os núcleons podem ocupar. Integrando o spin ao cálculo é possível chegar a essa figura, em que cada nível de energia está associado a um número de núcleons ocupantes. Determinados níveis de energia se agrupam na forma de camadas que, quando completamente preenchidas correspondem a núcleos com números mágicos.

Durante seu período em Chicado e Argonne, instigada pela até então inexplicável maior frequência natural de certos elementos, Goeppert Mayer desenvolveu um modelo matemático para a estrutura das camadas nucleares, que ela publicou em 1950. Na Universidade de Chicago, sob o incentivo de Teller, Mayer desenvolveu uma listagem sobre a abundância dos elementos químicos disponíveis  na  época. Dos padrões que emergiram daí a cientista percebeu a existência de certa regularidade associada a determinados elementos químicos com maior estabilidade e abundância. Desse primeiro momento, Mayer reconheceu as sugestões elaboradas por Walter Elsasser (1904-1991), no ano de 1933, quanto à existência dos chamados números mágicos - estes números estarão no centro da teoria que formularia a cientista. Esses números na época não eram levados muito a sério pela comunidade científica, que neste momento tinha o modelo de gota líquida como seu principal modelo para explicar a estrutura nuclear.
A teoria de Goeppert Mayer, intitulada Modelo das Cascas Nucleares, defendia a existência de níveis entre os núcleons (prótons e nêutrons), assim como existem níveis na eletrosfera para os elétrons, estabelecendo uma contraposição ao então mais aceito Modelo de Gota Líquida. De acordo com ela, as configurações particularmente estáveis observadas empiricamente estavam associadas a núcleos que tivessem ou A-Z (número de prótons) ou Z (número de nêutrons), ou ambos, iguais a 2, 8, 20, 28, 50, 82 ou 126. Essas configurações possuiriam maiores energias de ligações e seriam, portanto, mais estáveis. Tal relação entre esses números e a estabilidade de núcleos atômicos já era conhecida, porém ainda não havia um modelo que fosse capaz de formalmente explicar essa relação entre estabilidade a quantidade de partículas do núcleo. Também não se entendia completamente a natureza da força nuclear forte atuante entre nêutrons e prótons. 
Maria conseguiu a “peça faltante” para a explicação de sua teoria após ser perguntada por Fermi sobre o pareamento de spin orbital. Naquele momento, ela percebeu como o spin dos prótons e nêutrons interferia com as órbitas dos nucleons. Percebeu que havia uma interação órbita-spin que alterava as energias de cada camada nuclear e, desse modo, tornava certas subcamadas menos e outras mais energéticas. Isso possibilitava as classificações diferentes das camadas, o que justificava os cálculos que previam os números mágicos. Ela associava as cascas fechadas formando o núcleo e o “acoplamento” em pares dos nêutrons e dos prótons a uma sala cheia de valsistas e seus movimentos de “rotação e translação” horários e anti-horários. Isso é, em uma sala onde há vários casais valsando e se movendo ao redor da sala em círculos concêntricos, analogamente, cada círculo  corresponde  a  um  nível energético, onde cada  casal, além  de  orbitar, descreve  um  movimento  de  rotação,  como  um peão. Enquanto valsam pelo salão no  sentido  anti-horário, alguns destes casais giram em torno de si mesmos no sentido horário, e  outros,  no  sentido anti-horário. Segundo a  cientista,  estes últimos se movimentarão mais facilmente do que aqueles que se movem no  sentido oposto. Desta forma, observando determinado círculo  dançarinos,  a energia necessária para cada casal realizar o seu movimento em órbita será diferente a depender do seu sentido de rotação. Concomitantemente, e de forma independente, Otto Haxel, J. Hans D. Jensen e Hans Suess chegaram às mesmas conclusões. Esses e Maria Goeppert Mayer submeteram seus respectivos artigos no mesmo ano e a partir daí passaram a trabalhar juntos, o que culminou na publicação do livro Elementary Theory of Nuclear Shell Structure.
A pesquisa de Goeppert Mayer teve enorme impacto na compreensão do processo do fenômeno de ressonância  magnética  nuclear.

## Morte e legado

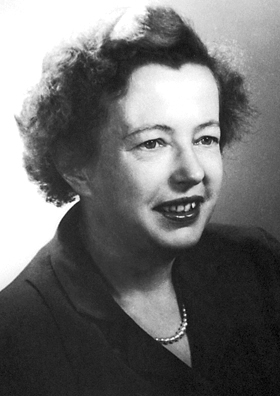
Maria Goeppert-Mayer em 1963

Goeppert Mayer foi eleita para a Academia Nacional de Ciências dos Estados Unidos em 1956. Em 1963, Goeppert Mayer e Jensen compartilharam metade do Prêmio Nobel de Física “por suas descobertas sobre a estrutura da casca nuclear”. A outra metade do Prêmio Nobel de Física daquele ano foi concedida a Eugene Wigner. Maria Goeppert-Mayer foi a segunda laureada com o Nobel em física, depois de Marie Curie, e seria a última por mais de meio século, até Donna Strickland ser premiada com o prêmio em 2018.
Em 1960 foi convidada a se tornar professora de física na Universidade da Califórnia em San Diego. Embora tenha sofrido um derrame logo após chegar lá, ela continuou a ensinar e conduzir pesquisas por vários anos. Foi eleita fellow da Academia de Artes e Ciências dos Estados Unidos em 1965, uma membra da American Philosophical Society e recebeu o Golden Plate Award of the American Academy of Achievement em 1965. Goeppert-Mayer morreu em San Diego em 20 de fevereiro de 1972 após um ataque cardíaco no ano anterior que havia a deixado em estado de coma. Foi sepultada no El Camino Memorial Park em San Diego.
Após sua morte, o Maria Goeppert Mayer Award foi criado pela American Physical Society (APS) para homenagear jovens cientistas mulheres no começo de suas carreiras. Aberto para quaisquer cientistas mulheres que possuam PhD, a vencedora recebe dinheiro e a oportunidade de dar palestras em quatro instituições de renome. Em dezembro de 2018, a APS inclui o Argonne National Laboratory no conjunto de sítios históricos da organização em reconhecimento de seu trabalho. O laboratório também homenageia a cientista entregando um prêmio todo ano para uma jovem mulher cientista ou engenheira excepcional. Já a Universidade de California, San Diego, organiza anualmente um simpósio Maria Goeppert Mayer, que junta cientistas mulheres para discutir ciência atual. A cratera Goeppert Mayer em Vênus, com diâmetro de aproximadamente 35km, também tem o nome da cientista. Em 1996, ela foi incluída no National Women's Hall of Fame e em 2011 foi incluída na terceira edição da coleção de cientistas americanos de selos de correio, junto de Melvin Calvin, Asa Gray e Severo Ochoa. Suas publicações estão na Geisel Library da Universidade de California, San Diego, e o departamento de física da universidade está alojado em Mayer Hall, que homenageia a cientista e seu marido.